# 세바스찬 스런

세바스찬 스런(Sebastian Thrun, 1967년 5월 14일 ~)은 독일계 미국인 기업가, 교육자, 컴퓨터 과학자이다. 키티 호크 코퍼레이션의 최고경영자(CEO)이자 유다시티의 회장 겸 공동 창립자이다. 그 전에는 구글 부사장 겸 펠로우, 스탠퍼드 대학교 컴퓨터 과학 교수, 그리고 카네기 멜런 대학교 컴퓨터 과학 교수를 역임했다. 구글에서 그는 요키 마츠오카, 앤서니 레반도프스키와 함께 구글 X를 공동 창립했고, 앤서니 레반도프스키와 함께 구글 자율주행차 팀을 설립했다. 또한 스탠퍼드 대학교와 조지아 공과대학교의 겸임 교수이다.
스런은 2005년 DARPA 그랜드 챌린지에서 우승하여 스미소니언 국립 미국사 박물관에 전시된 로봇 차량 스탠리(Stanley)의 개발을 주도했다. 그의 팀은 또한 주니어(Junior)라는 차량을 개발하여 2007년 DARPA 어반 챌린지에서 2위를 차지했다. 스런은 구글 자율주행차 개발을 주도했다.
스런은 로봇 위치 추정 및 로봇 매핑을 포함한 로봇 공학을 위한 확률적 알고리즘 연구로도 잘 알려져 있다. 그의 공헌을 인정받아 2007년에는 39세의 나이에 미국공학한림원(NAE)와 독일 국립과학아카데미 레오폴디나(Leopoldina) 회원으로 선출되었다. 가디언지는 그를 "인터넷 자유를 위한 투사" 20인 중 한 명으로 선정했다.